# フェルナンド・レマーチャ
フェルナンド・レマーチャ・ビジャール（Fernando Remacha Villar, 1898年12月15日 - 1984年2月21日）は、スペイン・ナバラ県トゥデラ出身の作曲家。
故郷のトゥデラでヴァイオリンを学んだ後、マドリード音楽院でヴァイオリンと作曲を学んだ。1923年にローマに留学して、ジャン・フランチェスコ・マリピエロに師事した。1928年に帰国し、ヴィオラ奏者として活動する一方、ルイス・ブニュエルなどの映画の音楽を担当した。
1930年にフランス6人組にならって、サルバドール・バカリッセ、フリアン・バウティスタ、ホアン・ホセ・マンテコン、グスタボ・ピッタルーガ、ローサ・ガルシア・アスコート、ロドルフォ・アルフテル、エルネスト・アルフテルらとともにスペイン8人組を結成した。
しかしスペイン内戦の結果、トゥデラに戻り、1950年代まで筆を断った。1957年にパンプローナのパブロ・サラサーテ音楽院の教授に就任し、活動を再開した。1973年にナバラ大学から名誉博士号を贈られ、1982年にはスペイン国家音楽賞を受賞した。
作品にはカンタータ、モテット、ギター協奏曲、ピアノ曲、合唱曲などがある。初期の作風はイーゴリ・ストラヴィンスキー、マヌエル・デ・ファリャ、マリピエロの影響を受けたものだったが、スペイン音楽の本質の追求を放棄することはなく、カンタータ「十字架上のイエス・キリスト」でその試みは最大限に深められた。

## 文献
- Fernando Remacha, Música de Fernando Remacha [música impresa], Fondo de Publicaciones del Gobierno de Navarra, Pamplona.
- Margarita Remacha, Fernando Remacha, una vida de armonía, Fondo de Publicaciones del Gobierno de Navarra, Pamplona, 1996.
- VV.AA. Jornadas en torno a Remacha y la Generación del 27, Universidad Pública de Navarra, Pamplona, 1998.
- Marcos Andrés Vierge, Fernando Remacha: el compositor y su obra, Instituto Complutense de Ciencias Musicales, Madrid, 2003.